# Clubiona furcata
Clubiona furcata är en spindelart som beskrevs av James Henry Emerton 1919. Clubiona furcata ingår i släktet Clubiona och familjen säckspindlar. Inga underarter finns listade i Catalogue of Life.